# Cveto Erman
Cveto Erman, slovenski ugankar, * 26. september 1948, Jesenice.

## Življenjepis
Cveto Erman, slovenski ugankar, se je rodil 26. septembra 1948 na Jesenicah. Osnovno šolo je končal na Jesenicah. Pozneje se je izučil za električarja v nekdanjem jeseniškem Železarskem poklicnem šolskem centru. Ob delu je končal študij najprej na višji stopnji, ter nato leta 2007 še na visoki stopnji Fakultete za upravo v Ljubljani. Ves čas je služboval na Jesenicah, nazadnje kot vodja izpostave za obrambo Jesenic na Ministrstvu za obrambo Republike Slovenije. Je veteran vojne za Slovenijo.

## Ugankarska dejavnost
Cveto Erman se je z ugankarstvom srečal najprej kot reševalec že v osnovni šoli. S sestavljanjem ugank se je pričel ukvarjati v osemdesetih letih. Prvo uganko so mu objavili leta 1987 v reviji KIH, kjer še vedno objavlja. Poleg tega redno objavlja v dnevniku Delo, Jeseniških novicah (prilogi Gorenjskega glasa), internetni reviji Problem. Objavljal je tudi v ugankarskih edicijah Razvedrila, internetni reviji Skandi križanke, glasilu Območno obrtno-podjetniške zbornice Jesenice, Salomonovih edicijah, (Ugankarskem Izzivu, Salomonov Vandrovec), Enigmi, Križankah in orehih. Dosedaj je objavil več sto različnih ugank. Je tudi član ugankarskega društva Križemkražem. 

## Vrste ugank
Prva objavljena uganka Cveta Ermana je bil magični lik 6x6. Cveto Erman sestavlja predvsem vse vrste križank, satovnic, osmerosmerk, magičnih likov, okvirov, spiral in opek. Svoja dela podpisuje z imenom in priimkom, občasno tudi s psevdonimom Menartovec, kar je anagram njegovega imena in priimka avtorja Jožeta Stabeja.